# Evert Svensson
Evert Ingemar Svensson, född 16 juni 1925 i Bergums församling i Göteborgs kommun i dåvarande Älvsborgs län, död 1 september 2024 i Kungälv, Västra Götalands län, var en svensk socialdemokratisk politiker. Han var ordförande i Broderskapsrörelsen (Sveriges kristna socialdemokraters förbund, numera Socialdemokrater för tro och solidaritet) mellan åren 1968 och 1986. År 1983 blev han ordförande för International League of Religious Socialists, vilket var ett uppdrag han hade ända till 2003 då han avgick och utsågs till hedersordförande.

## Biografi
Evert Svensson växte upp i ett avsides torp norr om Gråbo i Västergötland. Hans pappa dog i tuberkolos när Evert var ett år gammal. Hans mamma Ida var sjuklig och levde på fattigvården och orkade inte ta hand om två barn varför Everts syster Maja fick flytta till ett fosterhem på en gård i närheten. Han genomgick sexårig folkskola och började sedan arbeta som bonddräng eller lantarbetare åren 1938–1943.
Han studerade 1943–1948 vid Ljungskile folkhögskola och blev socionom vid Socialinstitutet i Göteborg 1950. Under åren 1950–1957 var han socialarbetare i Göteborg och Kungälv. Han bedrev under tre månader 1953 studier vid ett kväkarcollege i Woodbroke i den sydvästra delen av staden Birmingham i Storbritannien. Han var även verksam som kommunalpolitiker i Kungälvs stadsfullmäktige.
Svensson var socialdemokratisk riksdagsledamot 1957–1991, fram till 1970 i andra kammaren. I olika perioder var han ledamot av riksdagens socialutskott (vice ordförande 1982–1988), utrikesutskott (ledamot 1988–1991) och utrikesnämnd samt hade en del andra funktioner inom riksdagens ram bland annat som ledamot av styrelsen för riksdagsgruppen. Han hade vidare utredningsuppdrag som rörde social- och biståndsfrågor samt familjelagstiftning. 
Evert Svensson har varit särskilt engagerad i det palestinska folkets rättigheter, där han ännu är engagerad inom Svenska Palestinakommittén. Han var mycket central i Olof Palmes och det socialdemokratiska partiets svängning i frågan. Han var även FN-delegat och verksam vid den Europeiska Säkerhetskonferensen i Madrid 1980–1983 och ledamot av Europarådet i fyra år. I tolv år var han ledamot i en samarbetsorganisation mellan parlamentariker i Europa och arabländerna. Han var adjungerad i Socialdemokraternas partistyrelse och dess verkställande utskott.
I boken Vägen ut ur fattigdomen (2010) beskriver Svensson hur den svenska välfärdsstaten successivt växte fram från 1842 års skolstadga över folkrörelsernas och demokratins genombrott till den välfärdsstat som formades fram till 1900-talets slut, vilket är en period som i betydande utsträckning överlappar med Evert Svenssons egen aktiva politiska tid.
År 2011 reste Svensson, 86 år gammal, med Ship to Gaza.